# Pedro Pablo Kuczynski
Pedro Pablo Kuczynski Godard, också känd som PPK, född 3 oktober 1938 i Lima, är en peruansk ekonom och politiker. Mellan 2016 och 2018 var han Perus president. Han har även tjänstgjort som energi- och gruvminister under Fernando Belaúnde Terrys andra regeringsperiod och även ekonomi- och finansminister samt president i ministerrådet under Alejandro Toledo.

## Barndom och ungdom
Han är son till två immigranter: hans far, Maxime Kuczynski, var en tysk läkare med polskt ursprung, pionjär i behandlingen av tropiska sjukdomar, som bosatte sig tillsammans med sin familj i peruanska Amazonas från mitten av 1930-talet. Där arbetade han som chef för spetälskesjukhuset San Pablo, varför Pedro Pablo levde en del av sin barndom i Iquitos. Sedan blev hans far utsedd till chef för den allmänna sjukvården vid peruanska regeringens hälsoministerium.
Hans mor Madeleine Godard var lärare i franska och introducerade honom inom konsten och musiken. På sin mors sida är Pedro Pablo Kuczynski kusin till Jean-Luc Godard.
Kuczynski studerade i Markham College i Lima och kompletterade sedan sin utbildning i en brittisk militärskola. När han gjort klar sin skolutbildning började han på ett schweiziskt konservatorium och studerande komposition i England, piano och flöjt vid Royal College of Music. Efter att ha vunnit ett stipendium studerade han filosofi, ekonomi och politik vid Oxford i Storbritannien följt av en masterexamen i ekonomi vid Woodrow Wilson-skolan vid Princetonuniversitetet i USA.

## Arbetsliv
Han har arbetat för den privata sektorn i olika delar av världen. 1968, då han utvisades från Peru, reste han till USA, där han blev mer radikal och arbetade som chef för Världsbankens planering och politik. Samtidigt tjänstgjorde han som styrelseordförande för First Boston International och direktör för First Boston Corporation. Tidigare hade han blivit medlem av Kuhn, Loeb & Co. International och styrelseordförande för Halco Mining, Inc. i Pittsburg. Under sin vistelse i USA blev han amerikansk medborgare.
Mellan 1977 och 1980 arbetade han inom gruvsektorn i Västafrika under ett tillfälligt inhopp i den industriella sektorn.

## Politisk karriär

### Första regeringen under Belaúnde
Han återvände till Peru 1966 för att stöda Fernando Belaúnde Terrys regering, i vilken han tjänstgjorde som ekonomisk assessor och chef för Peruanska centralbanken (BCR). Efter den militära statskuppen mot president Belaúnde den 3 oktober 1968, fängslades Pedro Pablo och utvisades av den självutnämnda revolutionsregeringen.

### Andra regeringen under Belaúnde
1980 återvände Kuczynski till Peru och medverkade i valkampanjen för Balaúnde, som när han fick makten utnämnde honom till gruv- och energiminister.
Belaúndes regering införde lag 23231 som främjade exploateringen av energi och olja. Men lagen, som kallades «Ley Kuczynski», blev ifrågasatt på grund av de skattebefrielser som den gav de utländska oljebolagen. Tre år senare avskaffades lagen.

### Regeringen Alejandro Toledo
År 2001 blev han utsedd till Perus ekonomi- och finansminister och sedan till ministerrådspresident för Alejandro Toledo. Under hans ledning för båda ministerierna ökade den peruanska ekonomin mellan 5% och 8% per år, tack vare ökade metallpriser, på grund av ökad efterfrågan från den kinesiska industrin.
Under hans mandat satte man igång ett projekt för att utvinna gas från fyndigheterna i Camisea (Cusco), efter beslut av den tidigare regeringen under Valentin Paniagua.

### Allmänna val 2011
2010 annonserade Kuczynski att han ställer upp presidentvalet i Peru 2011. Kuczynski ställde upp i spetsen för Alianza por el Gran Cambio, som består av partierna Partido Popular Cristiano, Partido Humanista Peruano, Restauración Nacional och partiet Alianza para el Progreso. Vinnare i presidentvalet blev Ollanta Humala.

### Allmänna val 2016
I presidentvalet 2016 vann Kuczynski över Keiko Fujimori. Kuczynski ställde upp för partiet Peruanos Por el Kambio och har i valrörelsen drivit en stark högerpolitik.

### Lämnar presidentposten 2018
Vicepresident Martín Vizcarra tog över makten i mars 2018 när Perus president Pedro Pablo Kuczynski åtalades för korruption och avgick.

## Socialt arbete
Kuczynski grundade den icke-statliga organisationen "Agua Limpia" (”Rent vatten”), vars syfte är att stödja de styrande i landsbygdsområdena för att finansiera projekt för vatten och avlopp, likaså att utbilda befolkningen om fördelarna, om en bra användning, och om kostnaden för reningen av dricksvatten. Projekt har påbörjats i flera kommuner i regionerna Ancash, Arequipa och La Libertad.

## Kontroverser

### Dubbel nationalitet
Kuczynski kritiseras för att vara amerikansk medborgare (USA). Det påstås också att Kuczynski hade avsagt sig sitt peruanska medborgarskap, då han fick medborgarskapet i USA 1982, vilket var ett krav för att bli bankdirektör i landet. Då gällde 1979 års konstitution som förbjöd dubbel nationalitet, med undantag för Spanien eller annat latinamerikanskt land.
I december 2010 meddelade Kuczynski att han skulle avsäga sig sitt amerikanska medborgarskap innan valet i april. Kuczynski har meddelat att avsägningen redan är under handläggning.